# Chouafaa
Chouafaa  (in arabo شوافع‎?) è un centro abitato e comune rurale del Marocco situato nella provincia di Kénitra, regione di Rabat-Salé-Kénitra. Conta una popolazione di 18 436 abitanti (censimento 2014).